# پورتو پیریت
پورتو پیریت (به اسپانیایی: Puerto Píritu) یک شهر در ونزوئلا است که در Fernando de Peñalver واقع شده‌است. پورتو پیریت ۱۱٬۰۰۰ نفر جمعیت دارد و ۸ متر بالاتر از سطح دریا واقع شده‌است.